# Daniel Barros Grez
Daniel Barros Grez (Colchagua, 1834-Quillota, 1904) fue un escritor, ingeniero y diputado chileno, considerado uno de los padres del teatro nacional.

## Carrera
Sus padres fueron Manuel Barros y Concepción Grez.
Se educó en el Instituto Nacional y en la Universidad de Chile. Se tituló como ingeniero civil en 1850; se dedicó a ejercer esta profesión, pero la mayor parte del tiempo se dedicó a la literatura, escribiendo en distintos géneros (fábulas, dramas y novelas, entre otros). Mucha de su obra se clasifica dentro del costumbrismo. Diez años después, ingresó como profesor a la Facultad de Ciencias Físicas y Matemáticas, donde dio su discurso Modo de estudiar la naturaleza, que quedó publicada en los Anales de la Universidad de Chile. Combinó su carrera de ingeniero con su gusto por la literatura, convirtiéndose en un importante fabulista chileno.
Es autor de muchas obras literarias y científicas. Con sus estudios topográficos, publicó procedimientos para copiar planos en 1862. Años después, la universidad aprobó como texto de estudio su tratado de topografía Excepciones de la naturaleza.
Fue diputado suplente por Curicó de 1861 a 1864.
En 1875 se premió un invento mecánico suyo para distribuir las aguas de regadío. En 1885 fue llamado a dotar de agua potable a la ciudad de Guayaquil, por petición del gobierno de Ecuador.
Daniel Barros Grez murió en Quillota en año 1904.

## Obras

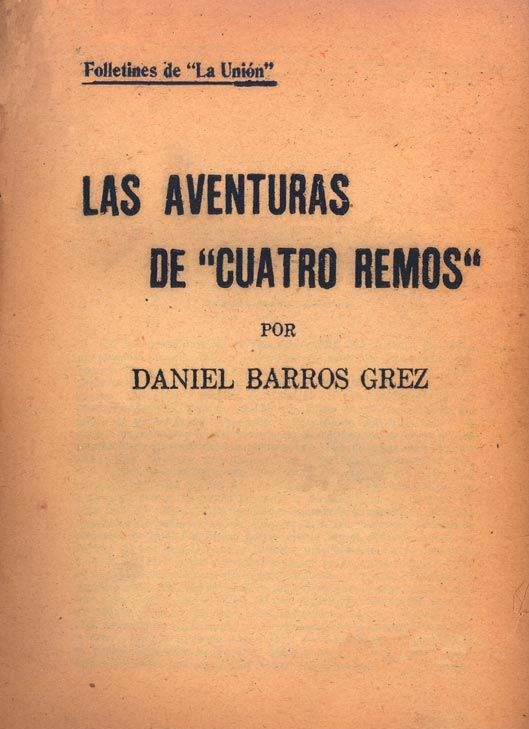
Las aventuras de "cuatro remos" (1921)

- Fábulas originales : ensayos (1855)
- Proyecto de division de la provincia de Colchagua (1858)
- Poema elejiaco en 1837 cantos, titulado la Irizarrada, o si se quiere: la Irizorrada (1864)
- Apuntes sobre la Revolución de Colchagua del año 37 (1864)
- Cuentos para los niños grandes (1868)
- El huérfano (1871-1881)
- Motivos de una renuncia, o sea, El gobierno i el Cuerpo de Injenieros Civiles en sus relaciones con el interés público : (dedicado al pueblo) (1872)
- El tejedor, o la batalla de Maipú, drama en tres actos (1873)
- Pipiolos i Pelucones : tradiciones de ahora cuarenta años (1876)
- Observaciones sobre el verbo hacer, seguidas de una narración en la cual no se emplea otro verbo que el antedicho (1877)
- Escepciones de la naturaleza (1879)
- La colejialada : juguete cómico en un acto (1881)
- Como en Santiago : comedia de costumbres en tres actos (1881)
- El casi casamiento, o sea, Mientras más vieja más verde : comedia en tres actos (1881)
- La iglesia y el estado : fantasía tragica en un acto (1883)
- Agua para Guayaquil y sus alrededores : manifiesto a mi amigos (publicado en Guayaquil, Ecuador, 1886)
- División y entrega de las aguas de regadío (1888)
- Historia de un polizón (1889)
- La academia político-literaria : (novela de costumbres políticas) (1890)
- Epístola doctrinal : con notas (La cuestión chileno-argentina) (1896)
- Utilización de los delincuentes i criminales (1898)
- Condiciones científicas de los matadores i servicios anexos en relación con la hijiene pública (1900)
- La chingana (1902)
- Dos capítulos de un libro inédito : carta LIX. El pilar esculpido del subterráneo de Chavin.-Interpretación La Triada incásica (1902)
- La numeración en la antigua India i entre los Romanos (1903)
- Notes on the prehistoric, pictographic, gerographic writings and geroplasts of the ancient peoples of the Southern Hemisphere of the New World (1903)
- Las aventuras del ilustre e injenioso perro Cuatro Remos (1904, antología de El Chileno, editado posteriormente simplemente como Las aventuras de cuatro remos)
- Dichos y refranes chilenos (reedición, 1923)
- El rapto de Cecilia : (nuevas aventuras de Cuatro Remos) (1948)

° " Cada oveja con su pareja" ( 1879 )